# Alcides
Ne doit pas être confondu avec Alcide ou Alcidés.
Genre
Alcides est un genre de lépidoptères (papillons) de la famille des Uraniidae.

## Espèces
- Alcides agathyrsus Kirsch, 1877 — Nouvelle-Guinée
- Alcides argyrios (Gmelin, 1788)
- Alcides cydnus (Felder, 1859) — Moluques
- Alcides liris (Felder, 1860) — Nouvelle-Guinée
- Alcides metaurus (Hopffer, 1856) — Australie
- Alcides orontes (Linnaeus, 1763) — Moluques, île Ambon
- Alcides orontiaria (Hübner, 1816/27)
- Alcides sordidior Rothschild, 1916
- Alcides zodiaca (Butler, 1869) — Australie

Taxons plus incertains
- Alcides aruus Felder, 1874  — Îles Aru
- Alcides arnus Felder & Rogenhofer, 1874
- Alcides aurora Salvin & Godman, 1877 — Nouvelle-Bretagne, Nouvelle Irlande
- Alcides boops Westwood, 1879
- Alcides latona Druce, 1886 — (Solomons)
- Alcides ribbei Pagenstecher, 1912